# Johann Anton Weinmann
Johann Anton Weinmann (russ. Иван Андреевич Вейнман, Iwan Andrejewitsch Weinman), ( * 23 de diciembre 1782 - † 5 de agosto de 1858) fue un botánico alemán que sirvió de Inspector de los Jardines de San Petersburgo, Rusia. Publicó una Flora que es la base de algunas identificaciones binomiales de especies usando Weinm. como abreviatura de autor.

## Otras publicaciones
- Der botanische Garten der Kaiserlichen Universität zu Dorpat im Jahre 1810. 1810
- Elenchus plantarum horti Imperialis Pawlowsciensis et agri Petropolitani.. San Petersburgo 1824
- Hymeno- et Gasteromycetes hujusque in imperio Rossico observatas recensuit.... S. Petersburgo 1836
- Enumeratio stirpium in agro Petropolitano sponte crescentium.. S. Petersburgo 1837.[3]